# Facultad de Ciencias Económicas y Sociales (UCV)
La Facultad de Ciencias Económicas y Sociales la Universidad Central de Venezuela  es el nombre que recibe una de la subdivisiones de la Universidad Central de Venezuela. Se compone de un decanato, 4 Coordinaciones (Académica, de Extensión, Administrativa y de Investigación), 3 Institutos, una biblioteca de Facultad, una Comisión de Estudios de Post Grado y 7 Escuelas a saber: Estadística y Ciencias Actuariales, Administración y Contaduría, Estudios Internacionales, Economía, Antropología, Sociología, y Trabajo Social.
Su sede se encuentra junto a la de Humanidades en la Ciudad Universitaria de Caracas, en el Municipio Libertador al oeste del Distrito Metropolitano de Caracas al centro norte de Venezuela.
Fue fundada el 17 de noviembre de 1938 por Arturo Uslar Pietri, en un principio llamada Escuela Libre de Ciencias Económicas y Sociales. Los estudios Administrativos y Contables de la Facultad de Ciencias Económicas y Sociales de la Universidad Central de Venezuela fueron creados bajo la figura de Departamento en el año 1946. Su Escuela más grande es la de Administración y Contaduría con sede en el edificio de Trasbordo. Fue elevada a la categoría de Facultad en el gobierno de Isaías Medina Angarita.
La Escuela de Estudios Internacionales de la Facultad de Ciencias Económicas y Sociales de la UCV, fue fundada bajo la figura de Departamento, en 1948.
Escuela de Estadística y Ciencias Aduanales fue fundada en el año 1952 con el nombre  de  Departamento  de Ciencias  Estadísticas  y  Actuariales,  anexo  a  la  Escuela de Economía de la Facultad de Ciencias Económicas y Sociales de la UCV.
En 1952, catorce años después de haberse iniciado los estudios económicos universitarios en el país, se fundó en la Facultad de Ciencias Económicas y Sociales de nuestra Universidad, Departamento de Sociología y Antropología.
La  Escuela  de  Trabajo  Social  de  la  Facultad  de  Ciencias  Económicas  y  Sociales de la Universidad Central de Venezuela surgió después de la Junta de Gobierno, por Decreto n.º 386 de 17 de octubre de 1958, sancionó el Reglamento que establece,  que  “los  estudios  de  Trabajo  Social,  serán  de  índole  humanística  y  profesional, y se harán en dos etapas: la primera, mediante el Plan de Estudios de segundo  ciclo  de  educación  secundaria  con especialización  en  Humanidades  y orientado  hacia  el  ejercicio  profesional  del  Trabajo  Social,  y  la  segunda,  que  se hará  en  las  Universidades  o  en  los  Institutos  de  educación  superior  apropiados para tal fin”.
Como el resto de la UCV su sede principal posee diversos monumentos y obras de arte entre las que se pueden mencionar: Construcción cromática de 1998 de Mateo Manaure y la Escultura Interángulos de Félix George que data de 1958.

## Galería

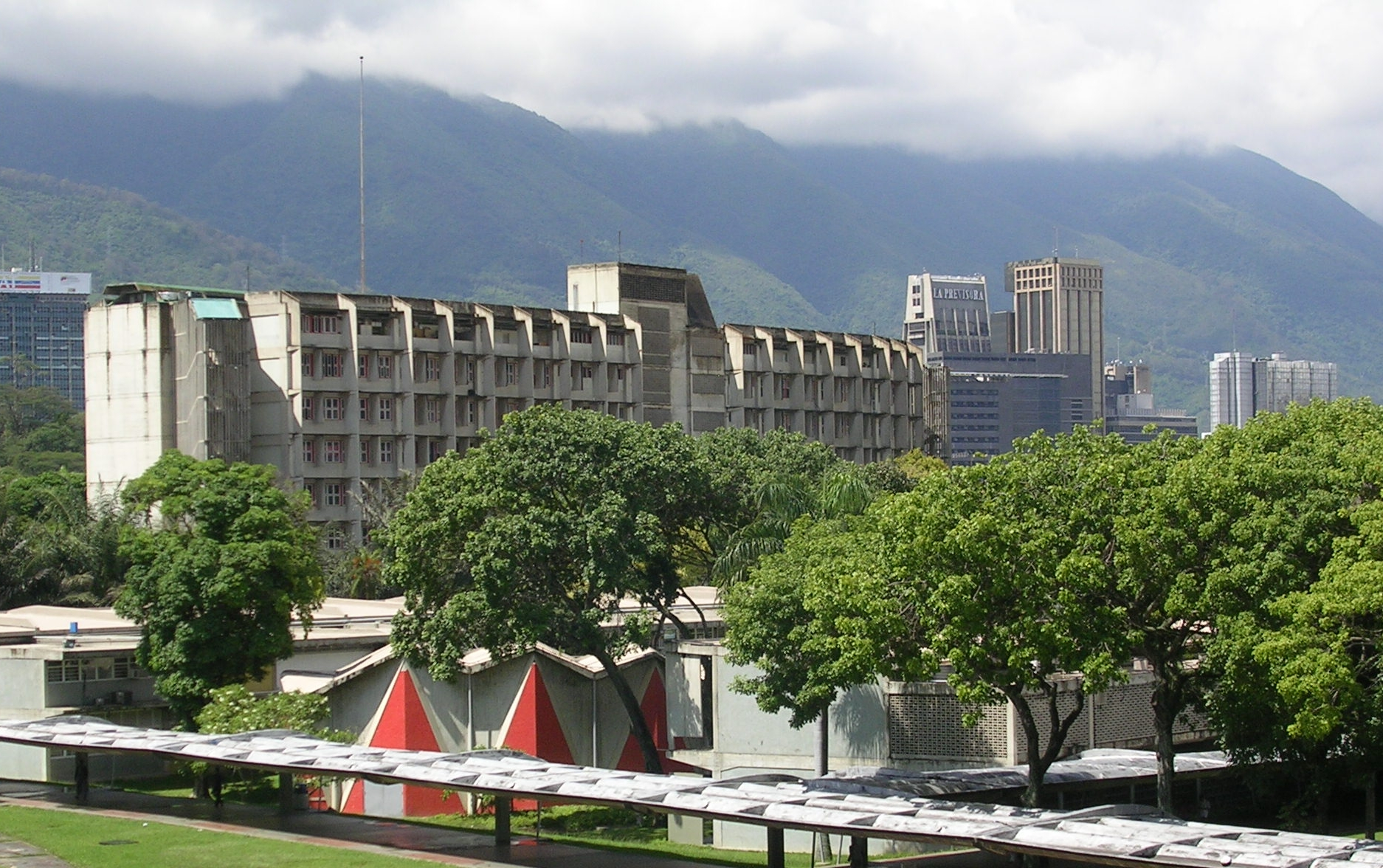
Edificio de FACES y Humanidades
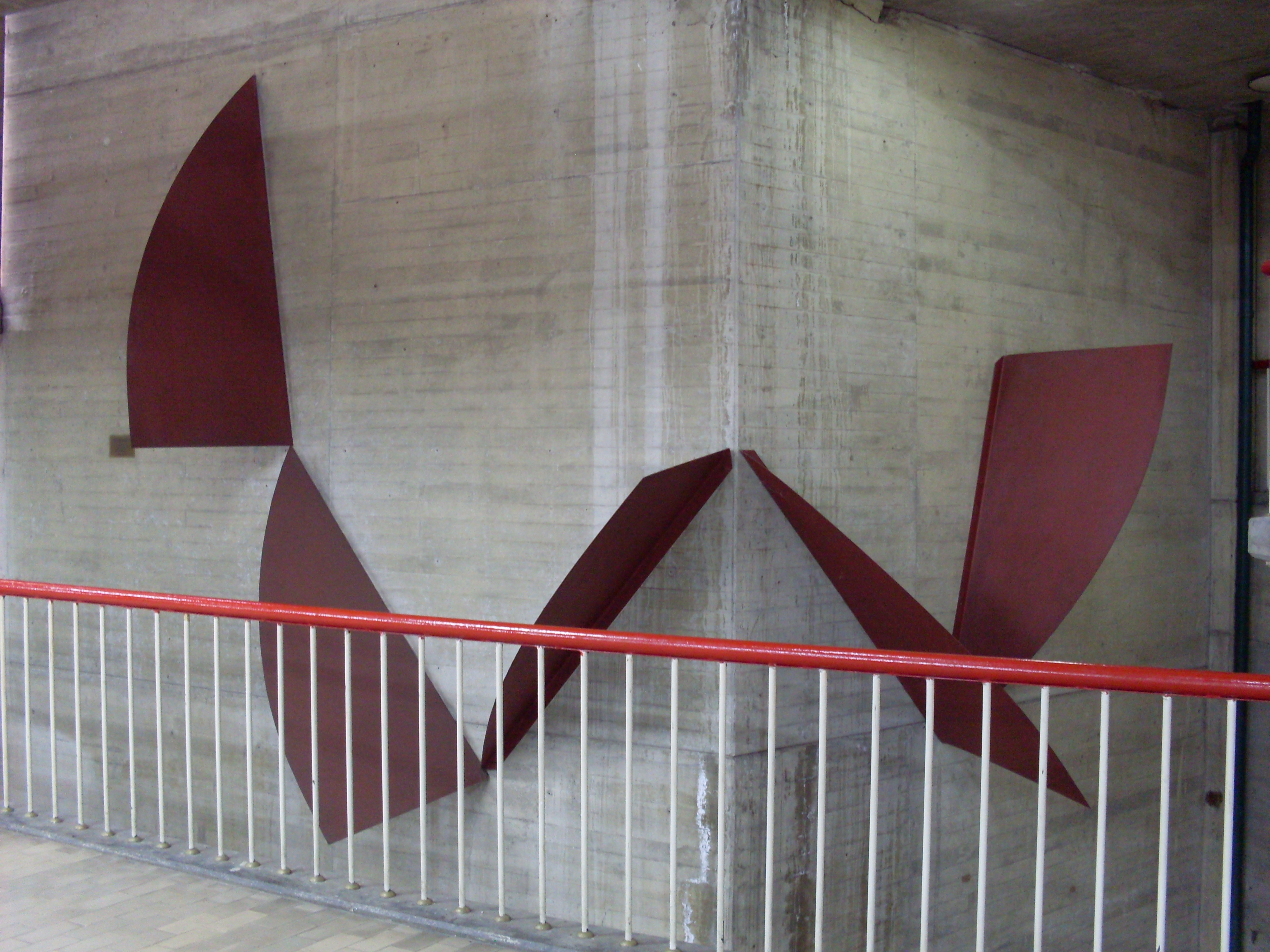
Escultura de Félix George de 1958
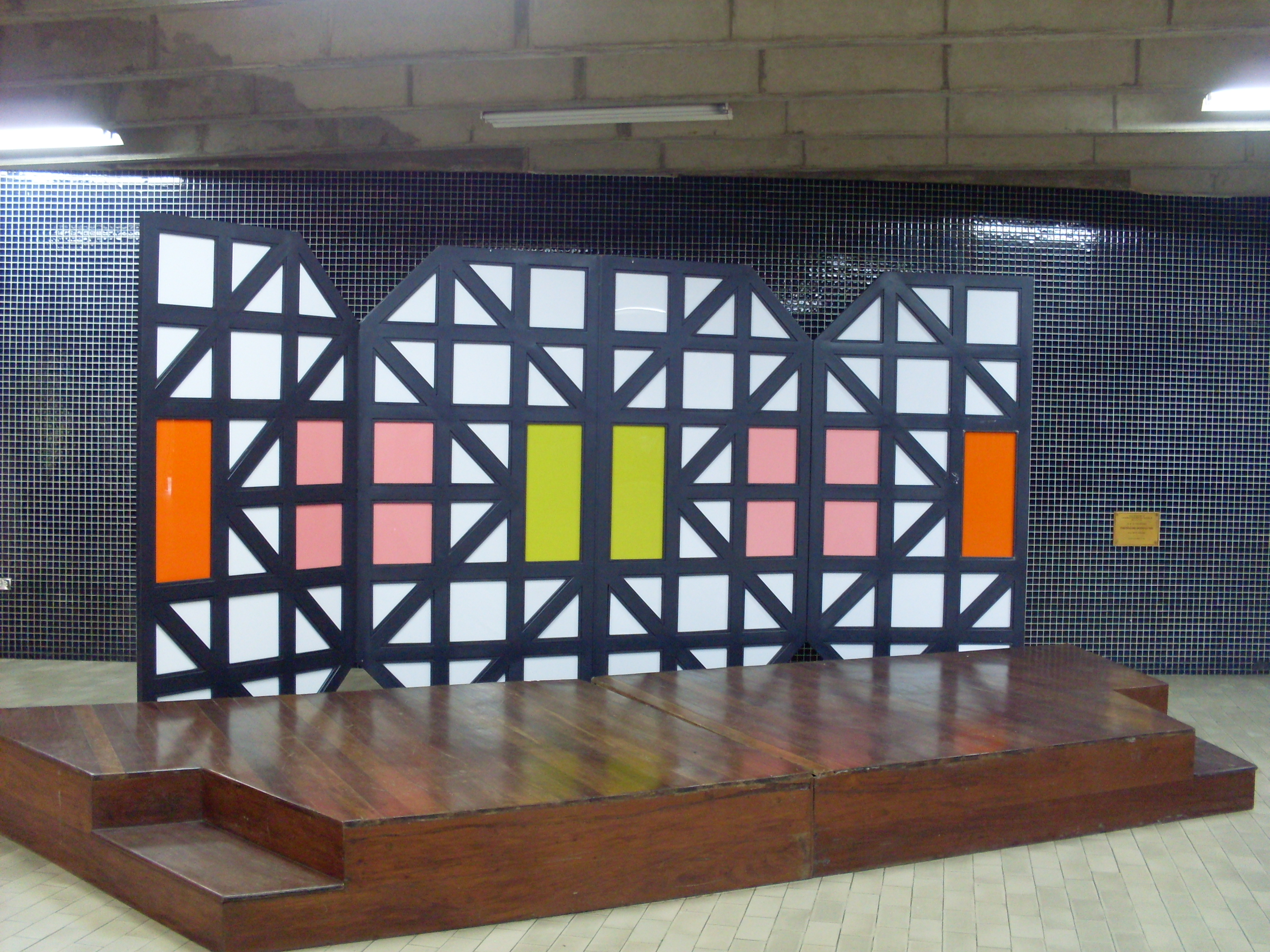
Obra de Mateo Manaure de 1998